# Consejo Insular de Menorca
El Consejo Insular de Menorca (en catalán Consell Insular de Menorca) es una institución de autogobierno en el ámbito de la isla de Menorca. Fue creado en 1978 después de la aprobación del régimen de consejos insulares y oficialmente instituido según el acuerdo del Estatuto de Autonomía de las Islas Baleares.
La institución ejerce, según sus competencias, un poder legislativo (Pleno del Consejo) y ejecutivo. El pleno está compuesto por 13 consejeros (en catalán consellers), la composición del cual viene establecida por el número de consejeros que obtiene cada formación política en la circunscripción de Menorca en las elecciones al Parlamento de las Islas Baleares. Con la entrada en vigor de la reforma del Estatuto de Autonomía aprobada en 2007, la composición del Consejo Insular proviene de unas propias elecciones a los consejos insulares convocadas a tal efecto. Este pleno se encarga de aprobar tareas y escoger al presidente de la institución.
El actual presidente del Consejo es Dolfo Vilafranca, del Partido Popular.

## Consejo Ejecutivo
Adolfo Vilafranca fue investido Presidente del Consejo Insular el pasado 8 de julio de 2023, gracias a los votos a favor de su partido, el PP, y el de la única consejera de Vox, María Teresa de Medrano, la cual, gracias a su voto afirmativo, entró en el ejecutivo insular. Estos son los consejeros ejecutivos de dicho gobierno:
| Consejo Ejecutivo de Menorca                                                                                      |         |                                   |                 |
| Partido político                                                                                                  |         | Partido Popular                   | Partido Popular |
| Partido político                                                                                                  | Vox     |                                   |                 |
| Cargo | Titular | Titular                           |                 |
| Presidencia del Consejo Insular                                                                                   |         | Adolfo Vilafranca Florit          |                 |
| Vicepresidencia Primera del Consejo Insular. Departamento de Bienestar Social                                     |         | Carmen Reynés Calvache            |                 |
| Vicepresidencia Segunda del Consejo Insular. Departamento de Medio Ambiente, Reserva de la Biosfera y Cooperación |         | José Simón Gornés Hachero         |                 |
| Departamento de Ordenación Territorial y Turística                                                                |         | Núria Torrent Pallicer            |                 |
| Departamento de Economía y Servicios Generales                                                                    |         | María Antonia Taltavull Fernández |                 |
| Departamento de Cultura, Educación, Juventud y Deportes                                                           |         | Juan Domingo Pons Torres          |                 |
| Departamento de Movilidad                                                                                         |         | Juan Manuel Delgado Díaz          |                 |
| Departamento de Vivienda, Agenda Urbana, Innovación y Empleo                                                      |         | Maria Teresa de Medrano de Olives |                 |

## Consejeros obtenidos por partido (1979–2023)
|                                           | 1979 | 1983 | 1987 | 1991 | 1995 | 1999 | 2003 | 2007 | 2011 | 2015 | 2019 | 2023 |
| ----------------------------------------- | ---- | ---- | ---- | ---- | ---- | ---- | ---- | ---- | ---- | ---- | ---- | ---- |
| Partido Popular (PP)                      | 1    | 4    | 5    | 6    | 7    | 6    | 6    | 6    | 8    | 5    | 4    | 6    |
| Partido Socialista (PSOE)                 | 2    | 5    | 5    | 4    | 4    | 5    | 6    | 6    | 4    | 3    | 4    | 4    |
| Més per Menorca (MxMe)                    | -    | -    | -    | -    | -    | -    | -    | -    | -    | 3    | 3    | 2    |
| Vox (Vox)                                 | -    | -    | -    | -    | -    | -    | -    | -    | -    | -    | -    | 1    |
| Podemos (Podemos)                         | -    | -    | -    | -    | -    | -    | -    | -    | -    | 2    | 1    | -    |
| Ciudadanos (Cs)                           | -    | -    | -    | -    | -    | -    | -    | -    | -    | -    | 1    | -    |
| Partit Socialista de Menorca (PSMe)       | 3    | 2    | 2    | 2    | 1    | 1    | 1    | 1    | 1    | -    | -    | -    |
| Esquerra de Menorca - Esquerra Unida (EU) | 1    | -    | 1    | 1    | 1    | 1    | -    | -    | -    | -    | -    | -    |
| Centro Democrático y Social (CDS)         | -    | 2    | -    | -    | -    | -    | -    | -    | -    | -    | -    | -    |
| Unión de Centro Democrático (UCD)         | 6    | -    | -    | -    | -    | -    | -    | -    | -    | -    | -    | -    |
| Total                                     | 13   | 13   | 13   | 13   | 13   | 13   | 13   | 13   | 13   | 13   | 13   | 13   |

## Pleno
Tras las elecciones al Consejo Insular de Menorca de 2019, el pleno está compuesto por los siguientes consejeros:
- Susana Mora Humbert (Partido Socialista Obrero Español)
- Miquel Company Pons (Partido Socialista Obrero Español)
- José Pastrana Huguet (Partido Socialista Obrero Español)
- Bárbara Torrent Bagur (Partido Socialista Obrero Español)
- Cristina Gómez Estévez (Podemos)
- Maite Salord Ripoll (Més per Menorca)
- Miquel Àngel Maria Ballester (Més per Menorca)
- Francesca Gomis Luis (Més per Menorca)
- Cristina Gómez Estévez (Podemos)
- Misericordia Sugrañes Barenys (Partido Popular)
- Adolfo Vilafranca Florit (Partido Popular)
- Carlos Salgado Saborido (Partido Popular)
- Carmen Reynés Calvache (Partido Popular)
- Eugenio Ayuso Fernández (Ciudadanos)

## Lista de presidentes
| N.º | Nombre                  | Inicio                   | Fin                      | Partido   |
| --- | ----------------------- | ------------------------ | ------------------------ | --------- |
| 1.  | Francesc Tutzó Bennàsar | 19 de abril de 1979      | 8 de mayo de 1983        | UCD       |
| 2.  | Tirs Pons Pons          | 8 de mayo de 1983        | 26 de mayo de 1991       | PSIB-PSOE |
| 3.  | Albert Moragues Gomila  | 26 de mayo de 1991       | 18 de septiembre de 1991 | PSIB-PSOE |
| 4.  | Joan Huguet Rotger      | 18 de septiembre de 1991 | 27 de agosto de 1995     | PP        |
| 5.  | Cristòfol Triay Humbert | 27 de agosto de 1995     | 30 de julio de 1999      | PP        |
| 6.  | Joana Barceló Martí     | 30 de julio de 1999      | 17 de septiembre de 2008 | PSIB-PSOE |
| 7.  | Marc Pons Pons          | 17 de septiembre de 2008 | 14 de junio de 2011      | PSIB-PSOE |
| 8.  | Santiago Tadeo Florit   | 14 de junio de 2011      | 24 de mayo de 2015       | PP        |
| 9.  | Maite Salord Ripoll     | 24 de mayo de 2015       | 30 de julio de 2017      | MpM       |
| 10. | Susana Mora Humbert     | 30 de julio de 2017      | En el cargo              | PSIB-PSOE |